# Beatrice de Graaf
Beatrice de Graaf (Putten, 19 aprile 1976) è una storica olandese dell'Università di Utrecht.

## Studi e lavoro
De Graaf studió storia e tedesco all'Università di Utrecht e all'Università di Bonn. Nel dicembre 2004 scrisse la sua tesi di dottorato sulla relazione tra la RDT, il movimento pacifista e la Chiesa olandese. Per questa tesi ha ricevuto il premio Max van der Stoel-Mensenrechten nel 2005. Dopo la sua promozione la De Graaf cominció a lavorarare ad Utrecht come docente universitaria. Nel 2007 passó all'Università di Leida, dove fu cofondatrice del Centro per il Terrorismo e Antiterrorismo (CTC), posto nel Campus Dell’Aia. Nel 2012 diventó professoressa al CTC di "Conflitti e sicurezza in una prospettiva storica". Dal febbraio 2014 è tornata all'Università di Utrecht. Qui insegna "History of International Relations & Global Governance".
Nel 2021 e nel 2022, il programma radiofonico VPRO Argos ha prestato attenzione a un'accusa avanzata da un'ex studentessa di De Graaf che credeva che i passaggi della sua tesi e del suo articolo potessero essere riletti nel suo libro Tegen de terreur (2018). Dopo un'indagine, l'Università di Utrecht ha dichiarato che non vi era alcuna violazione dell'integrità scientifica.